# Flugplatz Vilshofen

i7
i11
i13
Der Verkehrslandeplatz Vilshofen (ICAO-Code: EDMV) ist der Flugplatz der niederbayerischen Stadt Vilshofen im Landkreis Passau. Er wird vom „Zweckverband Verkehrslandeplatz Passau-Vilshofen“ betrieben.

## Geografie

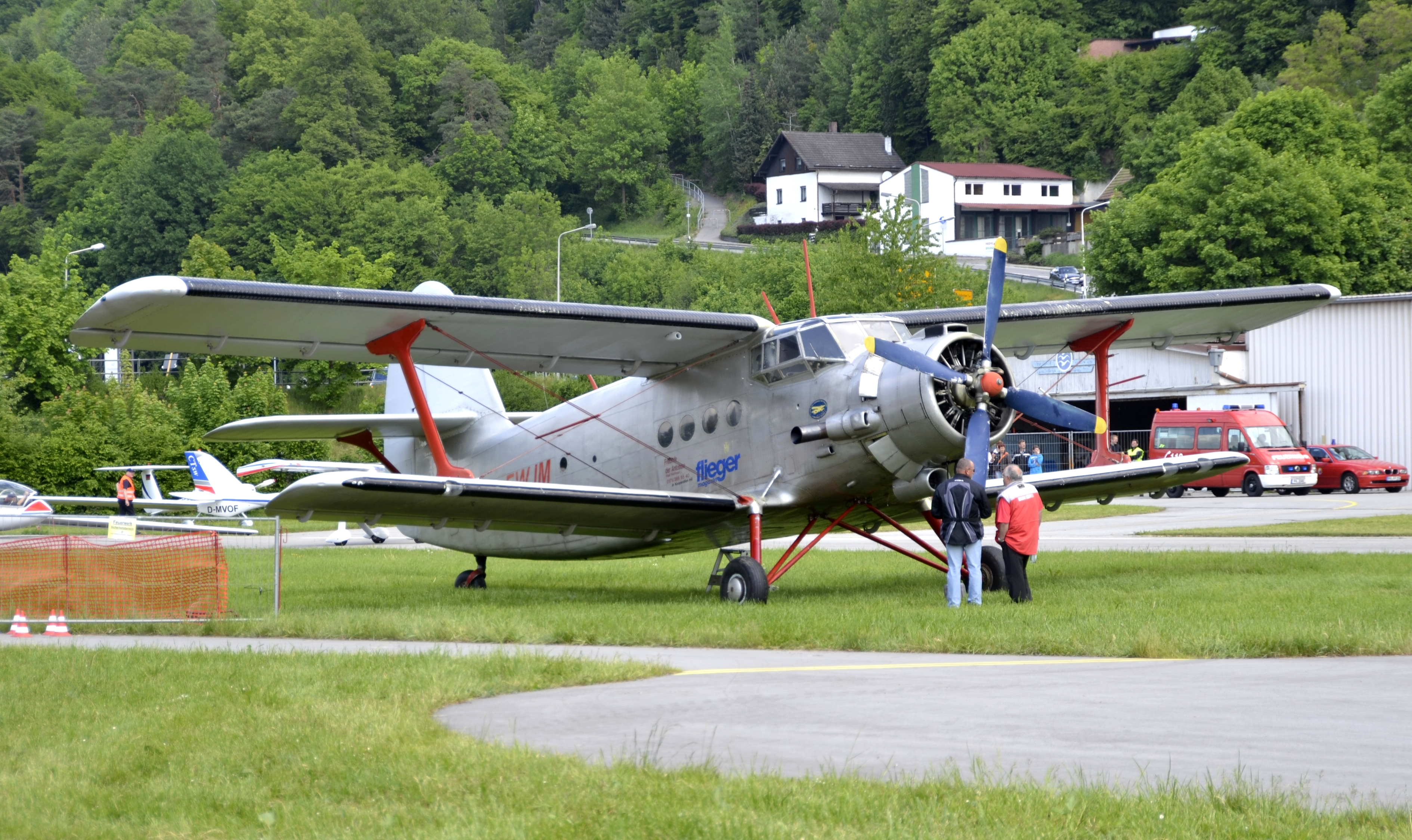
Eine Antonow An-2 beim Flughallenfest Vilshofen 2012

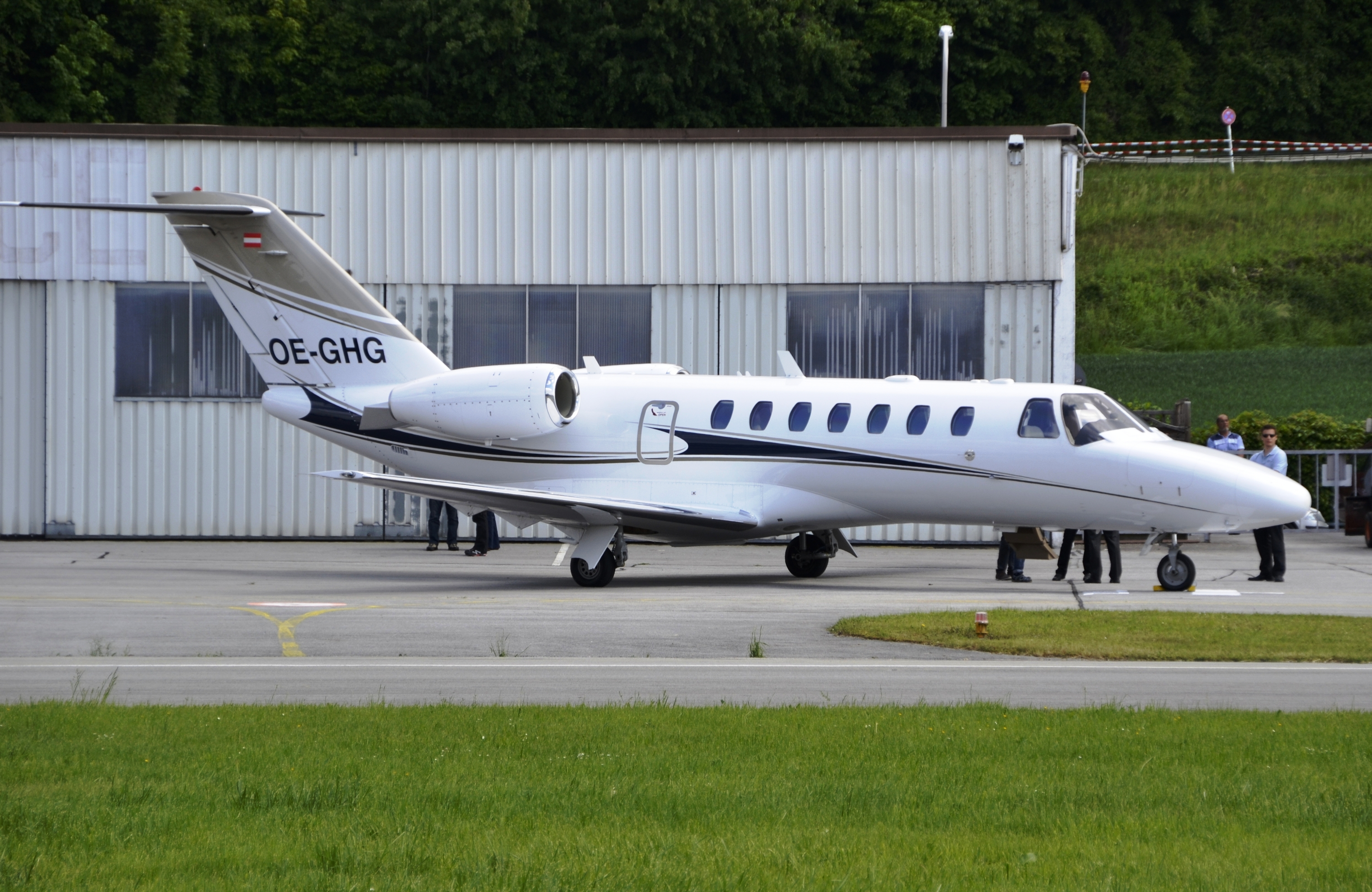
Eine Cessna CitationJet CJ3 in Vilshofen nach der Landung

Der Flugplatz liegt 500 Meter nördlich des historischen Ortskernes von Vilshofen auf einer Höhe von 302 m ü. NN am orografisch linken Ufer der Donau bei Stromkilometer 2249. 20 Kilometer östlich liegt Passau und dort verläuft auch die Staatsgrenze zu Österreich hin.

## Geschichte
Im Jahr 1956 wurde vom Luftsportverein Vilshofen e. V. der Pachtvertrag für das Flugplatzgelände abgeschlossen. Im gleichen Jahr wurde die erste Flugzeughalle gebaut. 1957 erfolgte die Zulassung als Fluggelände und begann der Bau der Flugzeughalle I, die noch heute in Betrieb ist. Im Jahr 1961 wurde die Flugzeughalle II errichtet und Flieger aus Passau erhielten Gastrecht, da der dortige Flugplatz aufgelöst wurde. Im Jahr 1963 wurde die Flugzeughalle III mit Flugleitung in Betrieb genommen. Im Jahr 1964 wurde der Flugplatz öffentlicher Verkehrslandeplatz. Seit 2004 ist der Vilshofener Flugplatz Stützpunkt der Luftrettungsstaffel Bayern e. V.
Regelmäßig findet auf dem Gelände des Verkehrslandeplatzes das Flughallenfest Vilshofen statt.

## Flugplatz und Ausstattung
Die asphaltierte Start-/Landebahn hat eine Länge von 1138 und eine Breite von 20 Metern. Es bestehen mehrere Wirtschaftsgebäude, ein Tower (Frequenz 119,180 MHz), Hangars und ein bewirtschaftetes Vereinsheim. Es gibt eine Tankstelle und bei Zwischenlandungen ist ein Ölservice möglich.
Das Gelände des Verkehrslandeplatzes stellt auch die Heimat einiger kleinerer Wirtschaftsunternehmen aus den Bereichen Flugausbildung, Flugzeuginstandsetzung und Gastronomie dar. Insgesamt sind etwa 30 Personen am Flugplatz beschäftigt. Die Business-Airline COMAIR der Unternehmensgruppe Berger in Vilshofen fliegt regelmäßig Flugziele in Tschechien, Italien sowie Nord- und Mitteldeutschland an.

## Zwischenfälle
- Am 22. September 1999 wurde bei einem Fehlstart eine Cessna 172-N schwer beschädigt.[2]:3
- Mitte Juli 2006 verunglückte eine auf dem Flugplatz Vilshofen stationierte und gestartete Piper 46 Malibu beim Rückflug auf Elba, wobei die fünf Insassen tödlich verletzt wurden.[3][4]
- Am 3. Juli 2010 zerschellte ein Amateurbau-Leichtflugzeug vom Typ BX-2 Cherry kurz nach dem Start in Vilshofen zum Rückflug nach Österreich an einem Hang. Der Pilot überlebte das Flugunglück nicht.[5][6]
- Am 22. August 2011 musste ein Schulterdecker Reims F152 notlanden, der bei einem missglückten Landeversuch auf dem Flugplatz Elsenthal-Grafenau (EDNF) mit einer Böschung kollidiert war, wobei das Bugrad beschädigt wurde und er wieder durchstartete. Auf der Piste in Vilshofen (EDMV) knickte das Bugfahrwerk gänzlich weg und die Maschine rutschte 40 m „auf dem Bauch“ weiter, bevor sie schwer beschädigt zum Stillstand kam.[7]:17
- Am 13. Oktober 2014 kam ein Gyrocopter bei Landeübungen hart auf. Während der Pilot unverletzt blieb, wurde das Fluggerät total beschädigt.[8]
- Am 31. Juli 2015 havarierte ein auf EDMV gestarteter Motorsegler vom Typ Schempp-Hirth Discus-BT bei einer versuchten Not-Außenlandung. Der Pilot wurde hierbei eingeklemmt und schwer verletzt, das Flugzeug total zerstört.[9]:18[10]